# Port lotniczy Stawropol-Szpakowskoje
Port lotniczy Stawropol-Szpakowskoje (IATA: STW, ICAO: URMT) – port lotniczy położony 13 km na północny wschód od Stawropola, w Kraju Stawropolskim, w Rosji.

## Kierunki lotów i linie lotnicze
| Linia lotnicza  | Kierunek                                                                                                   |
| --------------- | --- |
| Aerofłot        | 1. Moskwa-Szeremietiewo                                                                                    |
| Armenia Airways | 1. Erywań                                                                                                  |
| AZIMUT          | 1. Soczi                                                                                                   |
| Pobeda          | 1. Antalya (od 1 czerwca 2024) 2. Stambuł (od 2 kwietnia 2024) 3. Moskwa-Szeremietiewo 4. Sankt Petersburg |
| Red Wings       | 1. Stambuł 2. Jekaterynburg                                                                                |